# Andorre au Concours Eurovision de la chanson
Andorre a participé au Concours Eurovision de la chanson, de sa quarante-neuvième édition, en 2004, jusqu’à sa cinquante-quatrième édition, en 2009, sans le remporter.

## Participation
Le pays a donc participé durant six années consécutives.
Les six participations de l'Andorre n'ont jamais débouché sur une qualification. Par conséquent, le pays n'a jamais participé à une finale du concours.
En 2010, Andorre décida de se retirer pour des motifs financiers. Depuis, le pays ne s'est plus représenté, toujours pour les mêmes motifs.

## Résultats
Le meilleur classement du pays demeure la douzième place en demi-finale d'Anonymous, en 2007. 
Andorre a terminé à une reprise à la dernière place, en demi-finale en 2006. Le pays n'a jamais obtenu de nul point.

## Représentants
| Édition              | Année | Artiste(s)        | Chanson                      | Langue(s)        | Traduction française       | Finale | Finale | Demi-finale | Demi-finale |
| Édition              | Année | Artiste(s)        | Chanson                      | Langue(s)        | Traduction française       | Place  | Points | Place       | Points      |
| -------------------- | ----- | ----------------- | ---------------------------- | ---------------- | -------------------------- | ------ | ------ | ----------- | ----------- |
| 49e                  | 2004  | Marta Roure       | Jugarem a estimar-nos        | Catalan          | Nous jouerons à nous aimer |        |        | 18          | 12          |
| 50e                  | 2005  | Marian van de Wal | La mirada interior           | Catalan          | Le regard intérieur        |        |        | 23          | 27          |
| 51e                  | 2006  | Jenny             | Sense tu                     | Catalan          | Sans toi                   |        |        | 23          | 08          |
| 52e                  | 2007  | Anonymous         | Salvem al món                | Catalan, anglais | Sauvons le monde           |        |        | 12          | 80          |
| 53e                  | 2008  | Gisela            | Casanova                     | Anglais, catalan | Casanova                   |        |        | 16          | 22          |
| 54e                  | 2009  | Susanna Georgi    | La teva decisió (Get a Life) | Catalan, anglais | Ta décision (Aie une vie)  |        |        | 15          | 08          |
| Retrait depuis 2010. |       |                   |                              |                  |                            |        |        |             |             |

- Première place
- Deuxième place
- Troisième place
- Dernière place

 Qualification automatique en finale
 Élimination en demi-finale

## Galerie

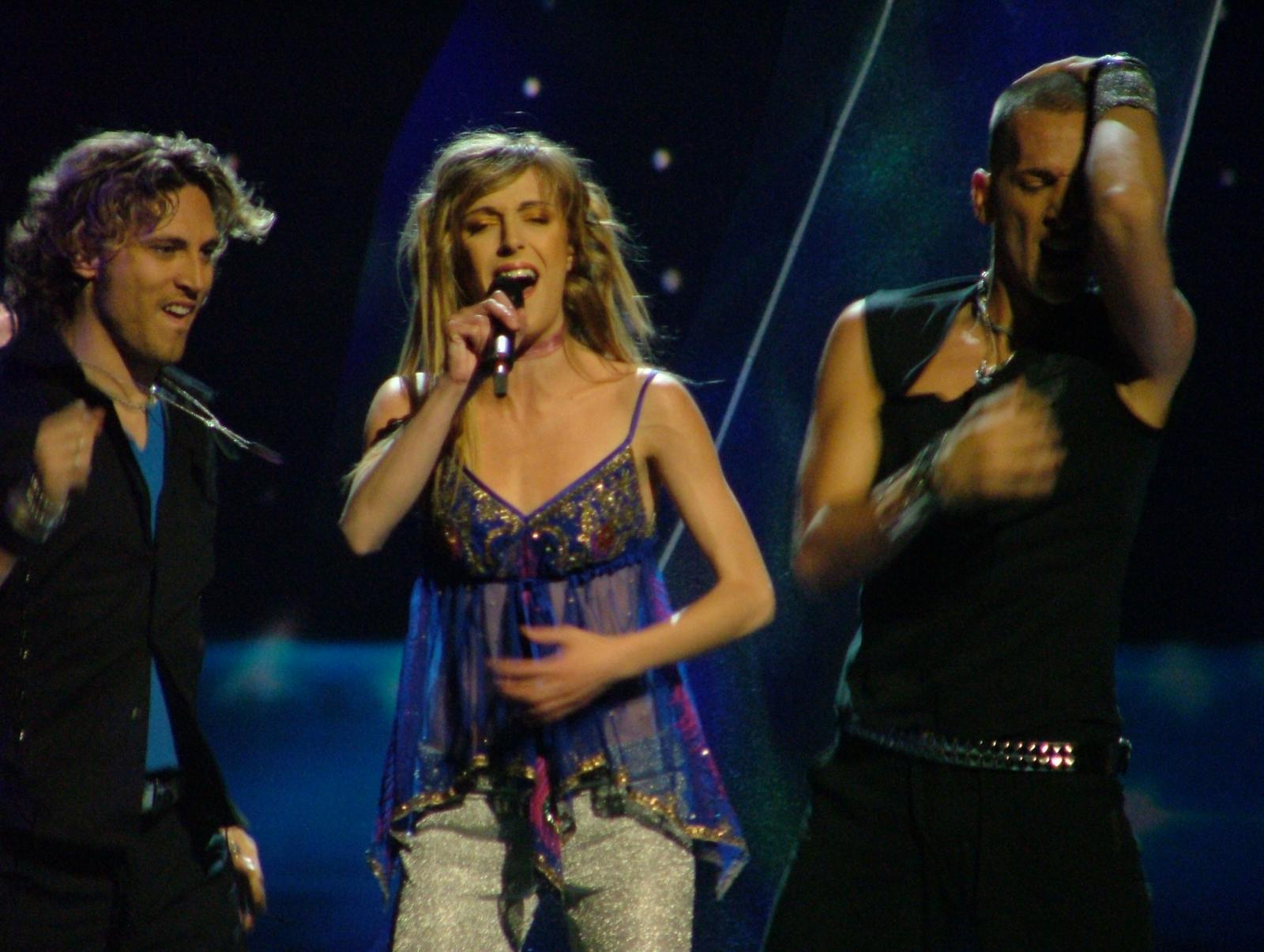
Marta Roure à Istanbul (2004).
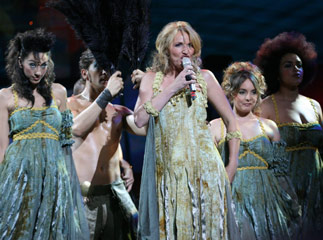
Marian van de Wal à Kiev (2005).
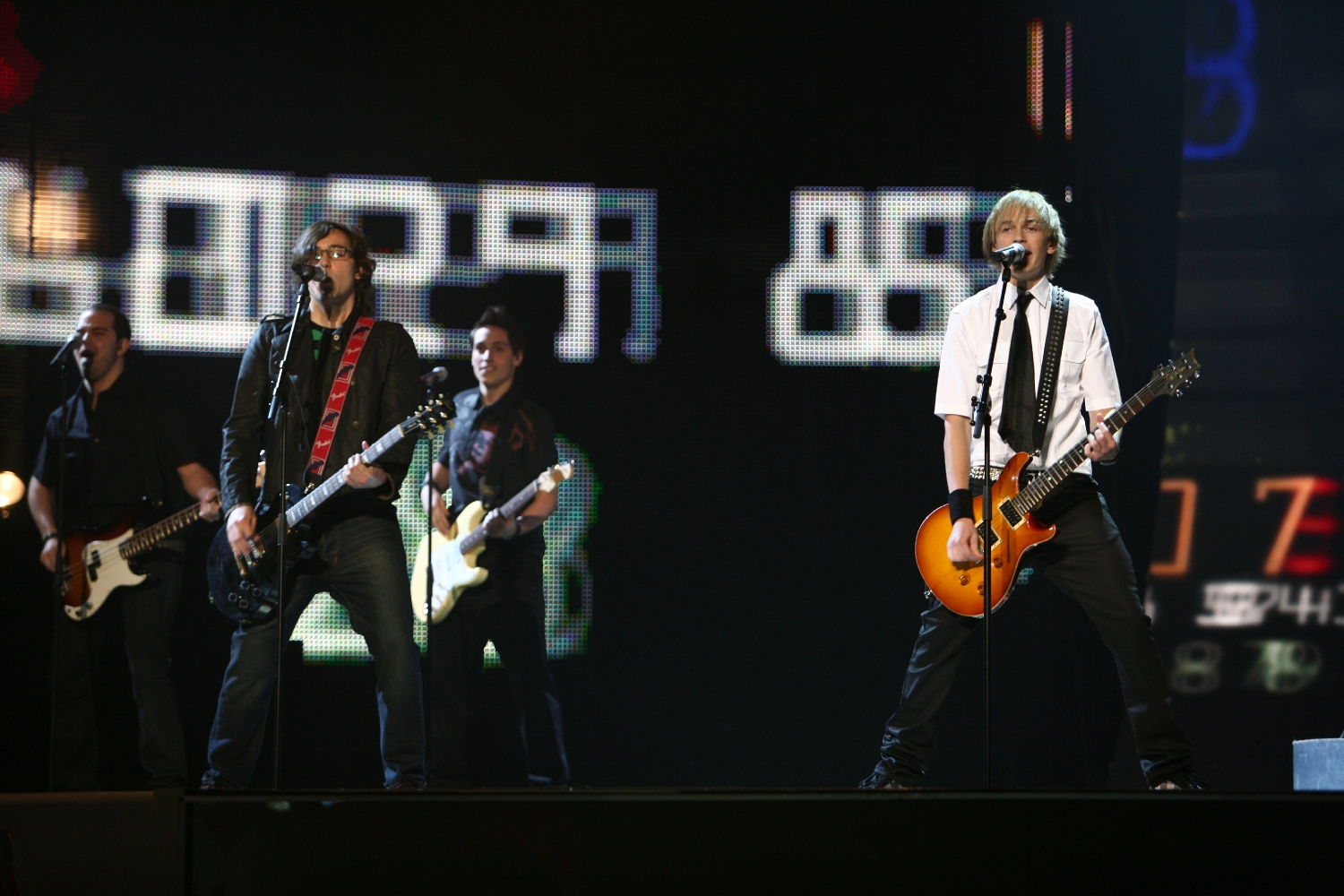
Anonymous à Helsinki (2007).
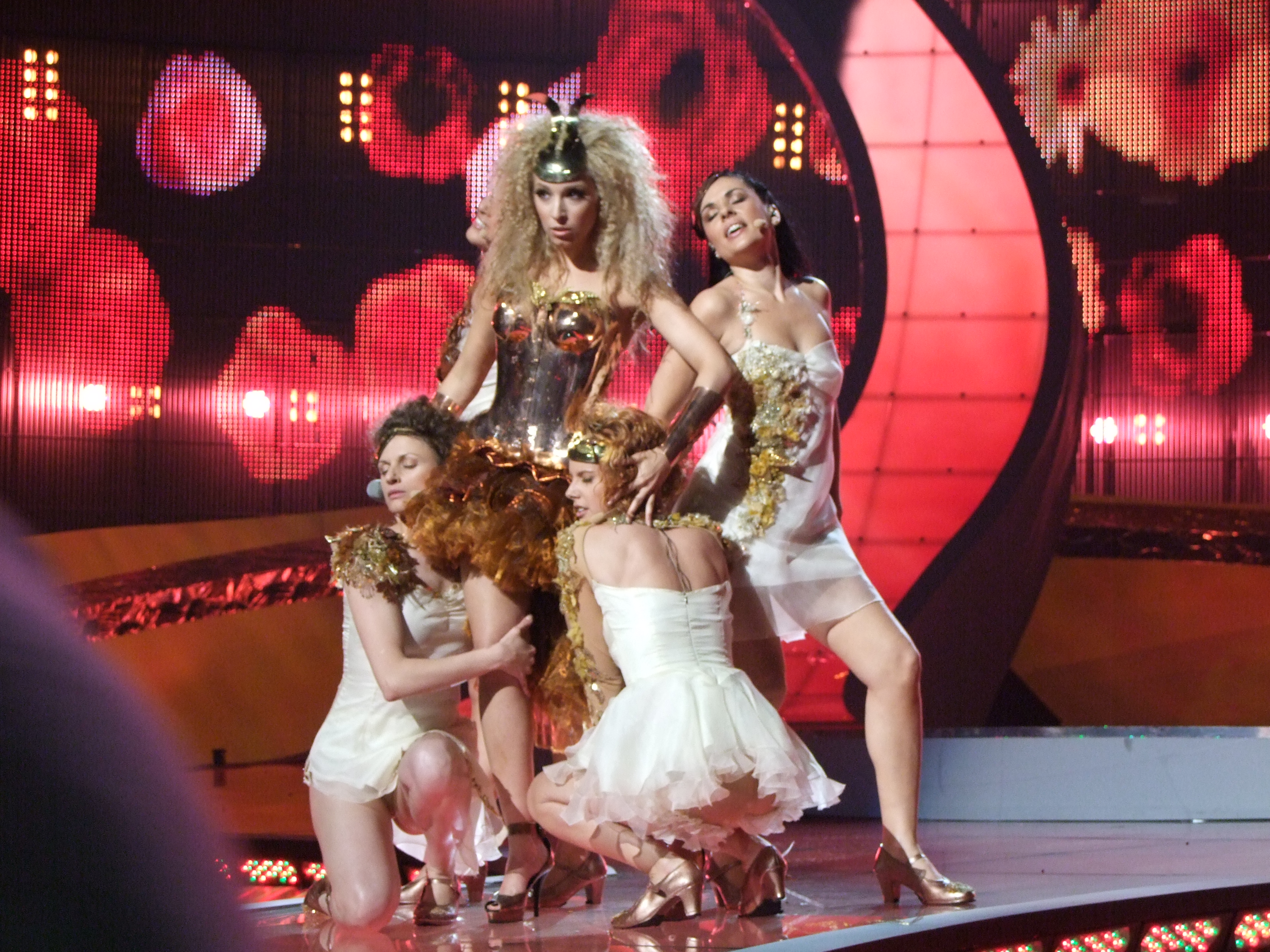
Gisela à Belgrade (2008).

## Commentateurs et porte-paroles
| Année | Commentateur(s)                  | Porte-parole      |
| ----- | -------------------------------- | ----------------- |
| 2004  | Meri Picart & Josep Lluís Trabal | Pati Molné        |
| 2005  | Meri Picart & Josep Lluís Trabal | Ruth Gumbau       |
| 2006  | Meri Picart & Josep Lluís Trabal | Xavi Palma        |
| 2007  | Meri Picart & Josep Lluís Trabal | Marian van de Wal |
| 2008  | Meri Picart & Josep Lluís Trabal | Alfred Llahí      |
| 2009  | Meri Picart                      | Brigits García    |

## Historique de vote
Entre 2004 et 2009, Andorre a attribué en finale le plus de points à :
| Rang | Pays     | Points |
| ---- | -------- | ------ |
| 1    | Espagne  | 60     |
| 2    | Ukraine  | 33     |
| 3    | France   | 26     |
| = 4  | Finlande | 21     |
| = 4  | Grèce    | 21     |
| 6    | Roumanie | 20     |
| 7    | Suède    | 17     |
| 8    | Portugal | 16     |
| 9    | Israël   | 15     |
| 10   | Russie   | 14     |

Entre 2004 et 2009, Andorre a reçu en demi-finale, le plus de points de :
| Rang | Pays               | Points |
| ---- | ------------------ | ------ |
| 1    | Espagne            | 54     |
| 2    | Portugal           | 10     |
| 3    | Estonie            | 8      |
| = 4  | Pologne            | 7      |
| = 4  | Pays-Bas           | 7      |
| = 4  | République tchèque | 7      |
| = 7  | Albanie            | 6      |
| = 7  | Islande            | 6      |
| = 7  | Israël             | 6      |
| = 10 | Finlande           | 5      |
| = 10 | Irlande            | 5      |
| = 10 | Slovénie           | 5      |

### 12 Points
Légende
 Vainqueur - Andorre a donné 12 points à la chanson victorieuse / Andorre a reçu 12 points et a gagné le concours
 2e place - Andorre a donné 12 points à la chanson arrivée à la seconde place / Andorre a reçu 12 points et est arrivée deuxième
 3e place - Andorre a donné 12 points à la chanson arrivée à la troisième place / Andorre a reçu 12 points et est arrivée troisième
 Qualifiée - Andorre a donné 12 points à une chanson parvenue à se qualifier pour la finale / Andorre a reçu 12 points et s'est qualifiée pour la finale
 Non-qualifiée - Andorre a donné 12 points à une chanson éliminée durant les demi-finales / Andorre a reçu 12 points mais n'est pas parvenue à se qualifier pour la finale
| Année | Attribués | Attribués   | Reçus         | Reçus       |
| Année | Finale    | Demi-Finale | Finale        | Demi-Finale |
| 2004  | Espagne   | Portugal    | Non qualifiée | Espagne     |
| 2005  | Espagne   | Israël      | Non qualifiée | Aucun       |
| 2006  | Espagne   | Portugal    | Non qualifiée | Aucun       |
| 2007  | Ukraine   | Portugal    | Non qualifiée | Espagne     |
| 2008  | Espagne   | Finlande    | Non qualifiée | Espagne     |
| 2009  | Espagne   | Portugal    | Non qualifiée | Aucun       |